# Lespesia fasciagaster
Lespesia fasciagaster là một loài ruồi trong họ Tachinidae.